# Великий Ходак
Великий Ходак (укр. Великий Ходак) — село в Верховинской поселковой общине Верховинского района Ивано-Франковской области Украины.
Население по переписи 2001 года составляло 181 человек. Занимает площадь 25 км². Почтовый индекс — 78704. Телефонный код — 03432.